# Inozitol fosfat
Inozitol fosfati su grupa od mono- do poli- fosforilisanih inozitola. Oni igraju ključnu ulogu u nizu ćelijskih funkcija, kao što su rast, apoptoza, migracija, endocitoza, i diferencijacija ćelija. Grupa se sastoji od:
- inozitol monofosfat
- inozitol trisfosfat
- inozitol pentakisfosfat
- inozitol heksafosfat

## Funkcija

### Inozitol trifosfat
Inozitol trifosfati deluju na inozitol trifosfatni receptor, posledica čega je oslobađanje kalcijuma u citoplazmu.

### Drugi
Za inozitol tetra-, penta-, i heksa-fosfati je utvrđeno da učestvuju u ekspresiji gena i regulaciji remodelovanja hromatina..

## Literatura
1. ↑  Shen, X; Xiao, H; Ranallo, R; Wu, WH; Wu, C (2003). „Modulation of ATP-dependent chromatin-remodeling complexes by inositol polyphosphates”. Science. 299 (5603): 112—4. PMID 12434013. doi:10.1126/science.1078068.
2. ↑  Steger, DJ; Haswell, ES; Miller, AL; Wente, SR; O'Shea, EK (2003). „Regulation of chromatin remodeling by inositol polyphosphates”. Science. 299 (5603): 114—6. PMC 1458531 . PMID 12434012. doi:10.1126/science.1078062.

## Spoljašnje veze
- Inositol+Phosphates на 